# Arriane Alter (personaje)
Arriane Alter es una ángel caído, quien estaba postrada al lado de Dios. Era una de los siete ángeles postrados al lado de Dios en el cielo. Arriane Alter aparece en toda la saga de Oscuros, escrita por la autora Lauren Kate cuyo primer libro salió el 8 de diciembre del 2009.
En la próxima película de Oscuros, la actriz Daisy Head es quien le dará vida a Arriane.
Arriane, a principios de Oscuros, conecta rápidamente con Luce y se hacen amigas, su extraño comportamiento hace que a Luce le agrade su compañía. Ella también, al igual que Penn, le servirá mucho de ayuda.

## Biografía
Arriane no es mencionada o descrita como era su vida en el cielo, pero si se explica como vivió sus vidas ya estando en la Tierra, en el libro La eternidad y un día y en La trampa del amor, se explica amplia mente como era la vida de Arriane una vez de su destierro junto a sus demás compañeros ángeles.
El inicio de la historia de Arriane empieza desde su primer día en el Mundo, cuando los ángeles llegaron a la Tierra, Arriane se encontraba fatigada y confundida, había perdido sus recuerdos y se encontraba con un dolor extremo, todos los ángeles caídos experimentaron por primera vez el dolor al llegar a la Tierra. Con el paso de los años, Arriane y los demás ángeles empezaron a recordad y llegaron a saber su historia y lo que eran. Arriane al recordar fue uno de los primeros ángeles que se puso en contacto con el Trono (Dios, llamado así por los ángeles). Ella eligió el lado de Dios. En el proceso, los ángeles caídos habían perdido sus formas gloriosas, y parecían mortales o seres humanos, como la nueva raza que el Trono había creado, pero también ellos podían cambiar de forma cuantas veces quisieran.  
Después con el tiempo Arriane conoce a Tessriel o simplemente Tess, otro ángel caído, esta historia es contada a detalle en el libro de bolsillo La eternidad y un día, la historia cuenta el romance fallido y doloroso que vivió Arriane con Tess, el principal problema era que Tess no era del lado de Dios si no de Lucifer, su relación se fue complicando más y más lo que obligó a Arriane a separarse de ella.
Tess o Tessriel, tiene la figura o apariencia de una mujer al igual que Arriane, lo que podría suponer o afirmar que ambas son lesbianas.
Ella y Arriane se conocieron oficialmente cuando Tess vino a darle noticias a Arriane y Gabbe sobre Roland. Ellas comenzaron su relación después de que casualmente se encontraron en un río y Tess besó a Arriane, prometiéndose que lo haría de nuevo la próxima vez que la viera. Se dice que Arriane ya sentía atracción por Tess en el cielo, pero nunca se conocieron oficialmente antes de la gran caída. En el libro se narra que pasaban la mayor parte de su tiempo rara vez juntas, cuando esto sucedía las dos contaban historias y se trenzaban el cabello. En la historia Arriane quería mantener su relación en secreto, por temor a que su amor no sería aceptado, mientras que Tess quería que todos supieran de ello. La historia nos lleva al conflicto de los lados, la rivalidad del lado de Dios y Lucifer estaba latente entre sus aliados, ese también era un impedimento para la relación de ambas y Arriane lo sabía. Tess se decepcionó al saber que Arriane estaba del lado de Dios, y viceversa, ya que ninguna lo había mencionado. Tess le pidió a Arriane que se uniera a ella en el Infierno, pero ella se opuso. Tess intentó suicidarse con una flecha estelar (armas mortales que pueden matar a los ángeles), perdiendo demasiada sangre, Arriane intentó detener el flujo que salía de su cuello. Es bien sabido que la sangre de un ángel es venenosa para otro, y también que los ángeles no tienen cicatrices, estas desaparecen, pero las de Arriane no desaparecieron porque fueron hechas cuando intentó detener el flujo de sangre que salía de Tess cuando intentó suicidarse, en el libro se menciona que Arriane estaba cubierta de su sangre, por eso tiene las cicatrizes. Después Tess le pidió a Arriane que se retirara y que ya no volviera, a lo cual Arriane accedió, el ángel se dio la vuelta sin mirar atrás y se fue dejando a su demonio en una noche lluviosa y tormentosa, no se sabe si Tess sobrevivió. Después de esto Arriane y Tess nunca más se vuelven a ver.
En la actualidad Arriane se hace amiga de Luce en su primer día en el reformatorio de Espada y Cruz, ella suele ser de mucho ayuda en su estadía en la escuela, Arriane junto con Penn forman un lazo muy latente, por lo cual Arriane siempre está a la disposición de Luce.

## Apariencia
Luce la describe como una versión pequeña de ella. Tiene el pelo largo y negro, teñido de rojo. Sus ojos son azueles y su piel es pálida. Tiene cicatrices. 
La alas de Arriane son más suaves y más elegantes que las de Gabbe, con los bordes más pronunciados, casi como los de una mariposa gigante, son parcialmente transparentes y emanan destellos de luz sobre la superficie una vez desplegadas. Al igual que Arriane, sus alas son extrañas, seductoras y totalmente rudas.

## Personalidad
Su comportamiento es algo extrovertido, algo que le agrada a Luce, tiene un temperamento muy energético y suele ser muy impredecible, a ella se le ve mucho con Anabelle, quien se hace pasar por su hermana en una actividad de Espada y Cruz, su temperamento es descrito en el libro como una princesa gótica, y siempre esta dispuesta ayudar a Luce y a Daniel en todo lo que puede, es muy amiga de Roland y a menudo se les ve juntos, no tiene ningún acercamiento con Cam y Molly, suele ser muy protectora con Luce cuando Cam esta cerca de ella, incluso tuvo un altercado con Molly por ella en la cafetería de Espada y Cruz, su enfrentamiento fue tan fuerte que Arriane le propinó un puñetazo en el ojo a Molly, lo que le valió una descarga eléctrica a Arriane.